# 518 př. n. l.

## Události
- Započala výstavba Ápádány, kterou zahájil Dareios I. a dokončil Xerxés I.
- Dareios I. zahájil stavbu Persepolisu.

## Hlavy států
- Perská říše – Dareios I. (522–486 př. n. l.)